# العلاقات الكمبودية الموريشيوسية
العلاقات الكمبودية الموريشيوسية هي العلاقات الثنائية التي تجمع بين كمبوديا وموريشيوس.

## مقارنة بين البلدين
هذه مقارنة عامة ومرجعية للدولتين:
| وجه المقارنة                                              | كمبوديا                   | موريشيوس                 |
| --------------------------------------------------------- | ------------------------- | ------------------------ |
| المساحة (كم2)                                             | 181.03 ألف                | 2.04 ألف                 |
| عدد السكان (نسمة)                                         | 16.01 مليون               | 1.26 مليون               |
| الكثافة السكانية (ن./كم²)                                 | 88.44                     | 617.65                   |
| العاصمة                                                   | بنوم بنه                  | بورت لويس                |
| اللغة الرسمية                                             | اللغة الخميرية            | لغة إنجليزية، لغة فرنسية |
| العملة                                                    | ريال كمبودي، دولار أمريكي | روبي موريشي              |
| الناتج المحلي الإجمالي (بليون دولار)                      | 22.16 مليار               | 13.34 مليار              |
| الناتج المحلي الإجمالي (تعادل القوة الشرائية) بليون دولار | 54.37 مليار               | 25.36 مليار              |
| الناتج المحلي الإجمالي الاسمي للفرد دولار أمريكي          | 1.16 ألف                  | 9.25 ألف                 |
| الناتج المحلي الإجمالي للفرد دولار أمريكي                 | 3.26 ألف                  | 18.59 ألف                |
| مؤشر التنمية البشرية                                      | 0.555                     | 0.777                    |
| رمز المكالمات الدولي                                      | +855                      | +230                     |
| رمز الإنترنت                                              | .kh                       | .mu                      |
| المنطقة الزمنية                                           | ت ع م+07:00               | ت ع م+04:00              |

## منظمات دولية مشتركة
يشترك البلدان في عضوية مجموعة من المنظمات الدولية، منها:
| علم المنظمة | اسم المنظمة                               | تاريخ انضمام كمبوديا | تاريخ انضمام موريشيوس |
| ----------- | ----------------------------------------- | -------------------- | --------------------- |
|             | مؤسسة التنمية الدولية                     | 22 يوليو 1970        | 23 سبتمبر 1968        |
|             | يونسكو                                    | 3 يوليو 1951         | 25 أكتوبر 1968        |
|             | وكالة ضمان الاستثمار متعدد الأطراف        | 1 ديسمبر 1999        | 28 ديسمبر 1990        |
|             | الأمم المتحدة                             | 14 ديسمبر 1955       | 24 أبريل 1968         |
|             | الفريق المعني برصد الأرض                  | ?                    | ?                     |
|             | الاتحاد البريدي العالمي                   | ?                    | ?                     |
|             | البنك الدولي للإنشاء والتعمير             | 22 يوليو 1970        | 23 سبتمبر 1968        |
|             | الاتحاد الدولي للاتصالات                  | 10 أبريل 1952        | 30 أغسطس 1969         |
|             | منظمة حظر الأسلحة الكيميائية              | ?                    | ?                     |
|             | مؤسسة التمويل الدولية                     | 26 مارس 1997         | 23 سبتمبر 1968        |
|             | المركز الدولي لتسوية المنازعات الاستشارية | 19 يناير 2005        | 2 يوليو 1969          |
|             | منظمة التجارة العالمية                    | ?                    | ?                     |
|             | منظمة الشرطة الجنائية الدولية             | ?                    | ?                     |

## وصلات خارجية
- موقع وزارة الخارجية الكمبودية